# ブラインドボクシング
ブラインドボクシングとは、視覚に障害を持った選手がプレーできるように考案された日本発祥のスポーツである。競技は日本のブラインドボクシング協会が統括している。

## 競技ルール
通常のボクシングと違い両者が打ち合うのではなく、アイマスクをした視覚障害者（以降競技者と呼ぶ）が、鈴付きのひもを首にかけた隻眼者のパートナーにパンチを打ち込んだりパンチを防御し。その動きを採点基準によりその優劣を競う。競技者は鈴の音を頼りにパートナーの位置を知る。
採点基準はフットワーク、パンチの有効性、パンチのコンビネーション、防御姿勢、ファイティングスピリッツの5つからなり、レフリーと2人のジャッジにより採点される。
その合計点の高い競技者が勝者となる。グローブやリングは通常のボクシングと同じものを用いる。1ラウンドは2分間とする。

## 活動実績（2016年1月時点）
体験会：2011年〜（7回）　　定期練習：2012年〜（16回）　大会：豊田ボクシング東西対抗へのエキジビジョン参加2012年〜（4回）　

## 歴史
「すべての人にボクシングを楽しむ機会を！」を理念に2011年10月、ブラインドボクシング普及委員会（翌2012年ブラインドボクシング協会に改名）が設立された。2012年以降、名古屋、豊田、東京の各地で視覚障害者向けの体験会が実施され、メディア等にも掲載されたこともあり視覚障害者の間に広まっていった。

## メディア掲載
- 2015年2月20日付　中日新聞
- 2015年6月4日付　点字毎日